# نادي الأثير
نادي الأثير الرياضي هو فريق كرة قدم عراقي مقره في بغداد، يلعب في الدوري العراقي الدرجة الثالثة.

## روابط خارجية
- نادي الأثير على Goalzz.com